# George Montague Harper
Sir George Montague Harper KCB, DSO, Légion d'Honneur ( Batheaston, 11 de janeiro de 1865 – Dorset, 15 de dezembro de 1922 ) foi um tenente-general britânico durante a I Guerra Mundial. 
Após participar como oficial da Guerra dos Boers, no começo do século XX, o general Harper comandou a 51ª Divisão Highland durante a famosa Batalha do Somme e nas batalhas de Arras e Cambrai em 1917.
A partir de 1918 e até o fim da guerra comandou o IV Corpo do 3º Exército Britânico.
Por sua atuação em comandos nas frentes de batalha na Bélgica e an França, recebeu a Legião de Honra do governo francês.
Faleceu pouco anos após a guerra, aos 57 anos, vítima de um acidente automobilístico na Grã-Bretanha. 